# Вамоши, Янош
Янош Вамоши, урожденный Вебер (венг. János Vámosi; 2 августа 1925, Бичке — 18 сентября 1997, Будапешт) — венгерский певец, лауреат премий SZOT и EMeRTon awards. Он был важной фигурой в венгерской танцевальной музыке, как и его жена Марта Зарэй.

## Биография
В юности он научился играть на саксофоне. Он окончил техникум машиностроения, а после работал в музыкальной школе на Кинг-стрит, где изучал постановку голоса и теорию музыки. Он получил лицензию певца в 1948 году. Он познакомился с Мартой Зарэй, которая была его женой в течение сорока четырех лет до его смерти в 1997 году, и они поженились в 1953 году. С тех пор они пели вместе и быстро завоевали популярность благодаря своим мелодичным хитам. В ходе своей работы они считали важным личный контакт с аудиторией, поэтому гастролировали по стране со своими концертами и часто выступали за границей. Было сделано много записей на радио и телевидении.
Их первый совместный альбом — это всего лишь 25-й альбом за всю их карьеру. Он был выпущен в день своего юбилея, но вскоре стал бриллиантовым диском. В нем также представлены хиты «Песочные часы» и «Пройди своим путем». В знак признания его творческой карьеры — вместе с Мартой Зарэй — он был удостоен премии Музыкального фонда Artisjus в 1992 году, а в 1994 году получил малый крест ордена «За заслуги» Венгерской Республики.

### Смерть
Его смерть была вызвана опухолевым заболеванием, диагностированным летом 1997 года. Его могила, где он покоится вместе со своей женой, находится в Татабанье, на кладбище Новой колонии.